# Jesús Chávez
Jesús Gabriel Sandoval Chávez (Parral, 12 novembre 1972) è un pugile messicano.
Chávez è stato campione WBC dei superpiuma IBF dei leggeri. Era soprannominato El Matador (in italiano "l'assassino"). Questo nomignolo non è dovuto a massacri sul ring, ma in onore ad una palestra a lui cara, di nome "the Matador". 

## Biografia
Nato a Parral, nello stato di Chihuahua, Messico, Chávez è cresciuto a Chicago ed è diventato un cittadino statunitense a tutti gli effetti da bambino, ma all'età di 16 anni è stato condannato a 4 anni di galera per presunta rapina a mano armata. Chávez ha anche dovuto subire un'ulteriore punizione: è stato anche espulso dal paese e ha fatto ritorno in Messico. I suoi sforzi per riottenere la residenza statunitense e i suoi primi passi verso il pugilato sono stati documentati nel film "Split Decision". La storia della sua vita è stata anche scritta in un libro "Standing Eight: The Inspiring Story of Jesus El Matador Chavez". Nel 2004 Chávez ha sposato la soldatessa Anuisa Stroklund, prima della sua spedizione nella guerra in Iraq. La coppia risiede ora ad Austin, in Texas.

### Carriera pugilistica
La sua prima possibilità di conquistare un titolo è arrivata contro Floyd Mayweather Jr., che lo ha steso al tappeto alla 9ª ripresa dopo un match combattuto e chiuso. Tuttavia ha vinto quella corona (che nel frattempo era stata resa vacante da Mayweather) nel 2003, perdendola però contro il compatriota Érik Morales. L'incontro, molto attivo e piacevole, ha visto Chávez mettere al tappeto l'avversario con un KO fulmineo al 1º round. Morales ha recuperato, stendendo a sua volta il rivale per due volte nella 2ª ripresa, ma quest'ultimo non si è arreso e ha combattuto duro per il resto della gara, pur avendo una mano infortunata. Tuttavia i suoi sforzi non sono bastati, in quanto è stato Morales a vincere, ai punti dopo 12 riprese. Nonostante ciò la sua prestazione da vero combattente gli ha dato il rispetto di molte persone. Il match successivo lo ha visto opposto all'ex campione Carlos Hernández, che aveva perso il suo titolo proprio contro Morales. In una vera e propria "guerra" durata 12 round, Chávez è riuscito a strappare una vittoria meritata per decisione unanime. 
Successivamente è avanzato ai pesi leggeri per sfidare il campione IBF Leavander Johnson. L'incontro, sfortunato, ha visto dominare Chávez per tutto il match, che ha continuato a picchiare duro l'avversario fino all'intervento dell'arbitro, ma allo stesso tempo è costato la vita al povero Johnson, morto pochi giorni dopo a causa dei danni del trauma cerebrale in seguito all'incontro. La famiglia di Johnson ha tuttavia incoraggiato il messicano a continuare a lottare sul ring, nonostante lo shock di quest'ultimo per la tragica morte del rivale.
Nel 2007 Chávez ha perso la sua corona IBF contro Julio Díaz.
Il 6 settembre 2008 Jesús "El Matador" Chávez (44-4 con 30 vittorie per KO) ha sfidato con successo il colombiano Andrés Ledesma, mettendolo KO alla 9ª ripresa al Toyota Center di Houston, in Texas. Ledesma era crollato al tappeto anche al 7º round.
Il 4 aprile 2009 Chávez è stato sconfitto da Michael Katsidis per KO tecnico all'8ª ripresa. Dopo altre tre sconfitte ha concluso la carriera nel 2010 con un record di 45 vittorie (di cui 31 arrivate prima del limite) e 5 sconfitte.